# Snohomish (tribu)
Los Snohomish es el nombre de una tribu amerindia que residió cerca del área del Puget Sound el estado de Washington, Estados Unidos, al norte de Seattle. El idioma snohomish pertenece a la familia de lenguajes salishan de los idiomas Nativos Americanos de la Costa Noroeste. La palabra tribal es  Sdoh-doh-hohbsh, que significa gente de las tierras bajas según el último jefe de la tribu de los Snohomish, el Jefe William Shelton, aunque los historiadores debaten cual es su verdadero significado. Algunos creen que significa un estilo de unión entre los bravos, mientras que otros creen que su significado es Aguas Durmientes, y aun otros creen que su auténtica ortografía es Sdohobich.
El área donde vivía la tribu de los Snohomish se ha convertido en el Condado de Snohomish, por donde transcurre también el río Snohomish.
Algunos de los últimos miembros supervivientes de la tribu Snohomish viven en la reserva de Tulalip, al oeste de la ciudad de Marysville, Washington, aunque la mayoría viven en otros lugares. Los últimos miembros supervivientes están teniendo actualmente dificultades para obtener el státus oficial del Gobierno Federal de los Estados Unidos.
- Datos: Q941391
- Multimedia: Snohomish (tribe) / Q941391